# Luzula excelsa
Luzula excelsa är en tågväxtart som beskrevs av Franz Georg Philipp Buchenau. Luzula excelsa ingår i Frylesläktet som ingår i familjen tågväxter. Inga underarter finns listade i Catalogue of Life.